# ゲルググ
ゲルググ (GELGOOG) は、「ガンダムシリーズ」のうち宇宙世紀を舞台とした作品に登場する架空の兵器。有人操縦式の人型機動兵器「モビルスーツ（MS）」のひとつ。初出は、1979年放送のテレビアニメ『機動戦士ガンダム』。
作中の敵側勢力であるジオン公国軍の新型機で、赤い機体にシャア・アズナブルが搭乗し、主人公のアムロ・レイが搭乗するガンダムと死闘を繰り広げる。終盤の宇宙要塞ア・バオア・クーでの戦いには、緑とグレーに塗装された量産型が登場する。
本記事では、外伝作品などに登場するバリエーション機についても解説する。

## デザイン
メカニックデザインは、『ガンダム』総監督の富野喜幸によるラフスケッチをもとに大河原邦男がクリーンアップをおこなっており、ラフの段階で基本デザインは完成している。

## 設定解説
一年戦争初期には空間戦闘用MSとしてザクIIが主力となるが、戦争中期には地球連邦軍のMSの情報が入ってきたことから、次期主力機の開発計画が立ち上がる。そこで連邦軍MSへの対応を目指し、開発が仮承認されたジオニック社のXMS-11がゲルググ開発の起源となる。連邦軍のRXシリーズのコンセプトを踏襲し、ビーム兵器の標準装備化や装甲の分離構想が持ち込まれる。この時点では、次期主力機としてほかにザクIIの性能向上型やドムの宇宙仕様であるリック・ドム、のちにギャンと呼ばれる機体の案が提出されるが、あくまで本命はMS-11であり、ほかの案は繋ぎでしかなかったと言われている。
MS-11の開発遅延に伴い、主力機をリック・ドムとする案も出始めたため、ジオニック社は生産が中止されていたMS-06R-1Aを改修したMS-06R-2 高機動型ザクII（R-2型）にMS-11用ジェネレーターを搭載し、競作機として世に送り出している。しかし、MS-06R-2は一部の性能こそリック・ドムを凌駕するものの、総合性能では劣っており、MS-11完成までの繋ぎとしてリック・ドムが採用される。その後、MS-06R-2の技術をフィードバックしてMS-11の開発が進められるが、11のナンバーは他の宇宙戦特殊機に移され、途中から型式番号はMS-14に変更されている。
本機は、基本設計をジオニック社、スラスターなどの推進部をツィマット社（熱核反応炉も同社とする資料もある）、ビーム兵器の開発をMIP社と、各分野における有力企業が請け負ったことにより、ジオン公国軍が総力を挙げて開発した機体となっている。また、「統合整備計画」による規格共有化が3社の技術提携を生み、その成果が本機に活かされている。なお、ビーム兵器の開発は機体完成よりも3か月遅れている。
試作1号機はクリーム・イエローの視認塗装がほどこされて月面グラナダ基地での各種機能試験に参加、ギャンに圧倒的な大差をつけ次期主力MSとして制式採用される。数値上の機体性能はガンダムと同等以上と破格の高性能を誇っており、量産があと1か月早ければ一年戦争の行く末が変わっていたかも知れないとも評された。
本機の一般的なカラーリングは、テレビ版及び劇場版「めぐりあい宇宙」では胴体がグリーン、頭部および手足はグレーの塗色になっており、プラモデルの塗装指定もそうなっている。ゲーム「ギレンの野望　ジオンの系譜」では、何故かザクIIと同じグリーン系の濃淡とされたが、続編「アクシズの脅威」シリーズでは、テレビ版準拠のカラーに変更された。

### 各部解説
頭部
構造はザクのものを高密度化・小型化したものといえる。格闘戦での耐久性を考慮し、パイプは内装式となった。
胴体部
内部には水陸両用機やMS-06R-2用のジェネレーターをベースに、新型の冷却機関を搭載。ビーム兵器の連続使用が可能となっている。
腕部
駆動機関はザクと同等のものを小型化・高速化し、反応速度を高めている。
陸上戦も想定されていたため、前腕部にはジェットエンジン補助推進システムが内蔵されている。ただ、宇宙での戦闘ではデッドウェイトとなったため、追加装備や防御装備に換装される機種もあった。
スラスター
スラスターは腰部スカート内、脚部フレア内に設けられている。熱核ジェットエンジンは大気圏内ではジェットエンジンとして機能し、その際には腰部全周に設置されたエアインテークより吸気を行った。これらスラスターの開発には、ツィマット社の技術が投入されている。
背部
複数のランドセルが用意されており、任務に応じて換装可能。

### 武装
ビーム・ライフル
ジオン軍がサイド6経由で入手した連邦軍の技術資料（エネルギーCAP技術）を導入し、開発された。ただし、製作に難航して完成は本体よりも遅延している。ジオン公国軍が初めて量産化したビーム・ライフルとなる。トリガーは幅が広く人差し指・中指の2本指で操作する。
ビーム・ナギナタ（ビーム・ソード）
アルバート社製の近接用兵装。資料によってビーム・ソード、ビーム剣と呼称される。名称の通り薙刀状の湾曲したビーム刀身を生成する。通常のビーム・サーベルとは異なりツインエミッター式を採用しており、発振器本体の片側のみ、または両端からビームの刀身を形成可能。ただし、両端からビームを発振した状態での取り回しは難しいため、片側のみで使用されることが多かった。なお、テレビ版第38話では発光も発熱もしない実体剣として描写されており、シャア専用機がガンダムのビーム・サーベルをグリップでも受けていた。
刀身の色はテレビ版では水色だが、『めぐりあい宇宙編』のゲルググの新作画シーンでは、両刀状態も含めてビーム刀身の色がすべて黄色になっており、テレビ版の場面を流用した水色から、新作画の黄色への鮮やかな早変わりも見られる。『めぐりあい宇宙編』のテキサスコロニー内でのガンダムとの戦闘シーンでは、グリップが短く黄色い片刀の状態でフェンシング風の突きを披露している。これは、ガンダムに斬りかかるギャンのビーム・サーベルのみのカットをテレビ版から流用し、ゲルググの新作カットに繋げているためで、色もそれに合わせての変更だった。
ガンプラのシャア機には、MG、HGUC共に山吹色のクリアーパーツが採用されている（MG Ver.2.0では黄色）。『機動戦士ガンダム0083』に登場したガトー専用機の刀身の色も黄色である。『機動戦士Ζガンダム』に登場した量産型の刀身は、ヤザン・ゲーブルのギャプランに奪われて使用された際には水色の両刀状態を見せるが、刀身がS字でなく同方向に反っていた。『機動戦士ガンダム 逆襲のシャア』での回想でも、シャア専用機が水色のナギナタを振るっている。
シールド
ゲルググ用の防御兵装として標準的なシールドで、手持ちまたは背部のコネクターに装備する。「MA-08 ビグ・ザム」などの技術流用による耐ビーム・コーティングにより、実体弾に加えある程度のビーム兵器を防ぐことができた。なお、標準のカラーリングは紫紺に山吹色の縁取りだが、『機動戦士ガンダム 逆襲のシャア』回想シーンではボディカラーと同じピンク一色になっていた。
その他
出力を推力に回すため、ビーム・ライフルの代わりにドムのジャイアント・バズやザクIIのMMP-80マシンガン、ロケットランチャーなど、下位互換性を完備していることからさまざまな武装を運用できる。メカニックデザイン企画『MSV-R』では、キマイラ隊で使用された武装として、改良型のビーム・ライフルや簡易型のミサイルランチャー、ザク・デザートタイプ用のラッツリバー3連装ミサイルポッドが新たに設定されている。

### 設定の変遷
全52話の予定で書かれていた監督の富野の当時のメモによると、当初の呼称はギャンだった。
ギャンとの競作の設定は『ガンダムセンチュリー』が初出で、『MSV』に引き継がれ、ゲーム『機動戦士ガンダム ギレンの野望』でも再現されている。ただし、テレビシリーズ、劇場版、またその後の映像作品においては触れられていない。また、テレビシリーズの劇中ではマリガンのセリフで「ゲルググの装備は終わっているが、プロトタイプなので完全とは言えない」とシャア専用機がプロトタイプであることが語られている。
高性能だった本機が十分な実績を残せなかった理由については、作中で実戦配備は熟練パイロットの不足した戦争末期であり、多くが学徒動員の新兵によって操縦され、その真価を発揮することができなかったためと語られている。また、ザクIIを愛機としていたシャアはテキサスコロニーにてガンダムに敗れた時には「慣らし運転もしないで使うと…」と発言しており、機種変更にはある程度の慣熟訓練を必要とすることを示している。のちの資料では、「熟練パイロットも愛着があり扱い慣れているザクIIやリック・ドムを好んで搭乗し続けた者も多かった」「ジオン製MSは統合整備計画の実施まで操縦系統が統一されていなかったため、機種転換時にそれが問題となった」とする説もある。
一方、『MSV』では初期型が多数配備された「エース部隊」が設定された。その後の映像作品（『機動戦士ガンダム MS IGLOO』）や外伝漫画・ゲームなどでも、本機に搭乗するエース・パイロットが多数登場している。

## バリエーション

### 先行量産型ゲルググ
量産型に先駆けて宇宙世紀0079年10月に少数生産された機体。25機が製造され、そのうちの1機がシャア・アズナブル大佐に渡されている。
残る24機は、各地で名を馳せたエースパイロットを招集し、編成されたエースパイロット部隊「キマイラ」に全て配備されている。次いで支給された12機分のB型およびC型バックパック（後述）が支給され、B型で出撃して一時帰艦後にC型に換装し、再出撃するという戦法も取られていたとされる。
劇中での活躍
『機動戦士ガンダム』（テレビアニメ）の第37話にてシャアが操縦する新型のMSとして初登場する。この機体はシャア専用の意味合いもあり、赤メインのカラーリングだった。第38話ではテキサスコロニーにてガンダムと激しい戦いを演じるが、機体を損傷して後退している。その後、エルメスと共に数度出撃しており、第41話でシャアの機体は右腕を斬られ、エルメスも失って撤退を余儀なくされる。シャアの機体はほとんど戦果を残せず、ガンダムにも敗退続きで終わっているが、これには戦いの中心がむしろ「ガンダム対エルメス」に移っていたこと、ガンダムがパイロットの急速なニュータイプ能力の成長やそれに対応したマグネット・コーティング処置により怪物的な反応速度を得ていたこと、さらには乱入してきた敵機を攻撃しようとしたが、実妹セイラ・マスが乗っていることに気付いたシャア自身が致命的な隙を晒したことなどが理由として挙げられる。
パーソナルカスタム機
シャア・アズナブル専用機
『機動戦士ガンダム』劇中でシャア・アズナブル大佐が搭乗する機体。B型およびC型バックパックを装備していない基本仕様であるため、「MS-14S 指揮官用ゲルググ」とされて区別されている。一部資料では本機を「YMS-14A」としたものもある。カラーリングはこれまでのシャア専用機とほぼ同じ。なお、小説『機動戦士ガンダム 逆襲のシャア ベルトーチカ・チルドレン』の回想では、ゲルグクと表記されている。
漫画『機動戦士ガンダム C.D.A. 若き彗星の肖像』にて、ガンダムとの戦闘で破損した専用ゲルググが再登場している。ア・バオア・クー戦にてシャアがジオングで出撃している最中に修理改修され、破損した部分は110mm速射砲を内蔵したF型右腕やB型バックパックなど他のMS-14系統のパーツで補っており、ジオングを失いア・バオア・クーに帰還したシャアが再び搭乗し戦闘に用いられた。戦闘中にバーニアの不具合等がおきたため、シャアがアクシズに逃げ延びた際に全面的に改修・再調整され、外宇宙戦用ゲルググとして使用されることになる。
ロバート・ギリアム専用機
書籍『機動戦士ガンダム 戦略戦術大図鑑』の文字設定が初出（型式番号：MS-14S）。『MSV』に登場するロバート・ギリアム大佐が搭乗する機体。『機動戦士ガンダム ギレンの野望 ジオン独立戦争記』では、スカイ・ブルーとクリーム・イエローのパーソナルカラーで塗装されている。
アナベル・ガトー専用機
YMS-14およびMS-14Sとする説もある。詳細はゲルググ（量産型）を参照。
ランバ・ラル専用機
『ギレンの野望 ジオンの系譜』に登場する、ゲームオリジナルの機体。ランバ・ラルがアムロ・レイに倒されない「ifルート」にのみ登場する。機体色はグフと同様に青を基調とする。
if設定によれば、大きな特徴として、アッガイに使用されているものと同種のレーダー吸収素材が塗料にもちいられ、ゲリラ戦に対応したステルス性の高い機体となっている。その効果は必ずしも満足のいくものではなかったが、ミノフスキー粒子下では十分だったという。さらにペズン計画で得られた局地戦用MSのデータをもとに各パーツのユニット化も推し進められ、整備性や保守性はザクに匹敵するレベルまで引き上げられている。
ガルマ・ザビ専用機
ワンダースワンカラー用ソフト『ギレンの野望 特別編 蒼き星の覇者』に登場するゲームオリジナルの機体。ザクII FS型と同様に、頭部にバルカンが追加装備されている。機体色はガルマ・ザビ大佐のパーソナルカラーであるブラウンで塗装されている。

#### ゲルググ（外宇宙用）
漫画『機動戦士ガンダム C.D.A. 若き彗星の肖像』に登場（型式番号：MS-14U）。デザイナーは石垣純哉。
ガンダムとの戦闘で破損したシャア・アズナブル専用ゲルググをアクシズにて外宇宙戦用に改修した機体。ア・バオア・クーにて破損した箇所を110mm速射砲を内蔵したF型右腕やB型バックパックなどほかのMS-14系統のパーツで補い改修され、ジオングを失いア・バオア・クーに帰還したシャアが使用したが、戦闘中にバーニアの不具合等が発生したため、アクシズにて全面的に改修・再調整された。流線的なフォルムになっており、新たに頭部にバルカン砲が内装された。また、ジェネレーターを内蔵した試作品の大型ビーム・ライフルを装備することもあった。シャアが操縦する事を想定して調整されているため、一般のパイロットにはかなり操縦しづらい機体となっており、アンディがシャアの代わりにこの機体を操縦したさい、その機体のピーキーさに驚いている。
なお、アクシズに配備されたゲルググもまた外宇宙用に改修されており、シャア機とのパーツの共有性がはかられていた。
デザイナーの石垣によると、既存の機体とのデザインの違いはあくまでも『C.D.A.』作内での表現によるもので、映像化された場合は既存の物と同じデザインである、としている。

### ゲルググ（量産型）
量産型の生産はジオン公国本土、グラナダ、ア・バオア・クーなど各工廠で行われている。ゲルググ全体の生産数は資料によっては738機ともいわれる。先行量産型と外観上大きな差異は見られないが、緑の胴体にグレーの頭部と四肢という塗装が制式採用されている。しかし、ビーム・ライフルの本格生産が11月だったため完全な配備が遅れ、一年戦争の最終決戦となったア・バオア・クー戦に参加したのは67機である。なお、先行量産型同様に増速用ブースター、ビーム・キャノンパックのオプションを装備することが可能である。
しかしながら、配備は一年戦争末期であり、既に多くのベテランパイロットが失われていたため、劇中では主に学徒兵が搭乗し、訓練不足のため機体の性能を十分発揮できないまま多くが撃破されている。
劇中での活躍
『機動戦士ガンダム』（テレビアニメ）の一年戦争の最終決戦である、ア・バオア・クー攻略戦が始まる第42話では、グレーと緑のカラーリングで量産機が登場し、ゲルググはシャアが乗った機体だけではなく、複数生産されていることを印象付けている。ただし、実際の登場は止め絵での移動シーンとGファイターに撃破されるシーンのみで、キシリア・ザビ少将はア・バオア・クーの戦いにおける学徒動員兵ゲルググ隊の働きを「もろすぎる」と酷評した。
テレビ版『機動戦士Ζガンダム』第26話では、ダメージを受け放棄されていた旧ジオン公国軍の戦艦「グワジン」の中に、同様に放棄されていたMSとして、ジャイアント・バズを装備した機体が登場する。この機体にカツ・コバヤシが乗り込みヤザン・ゲーブルのギャプランに追い詰められていたカミーユ・ビダンのΖガンダムを救う。この時の機体は回収されてアーガマでネモのフレームや部品を移植して修理され、レコア・ロンドがジュピトリスに侵入する際に使用したり、メガ・バズーカ・ランチャーの追加エネルギージェネレーターになるなどして幾度か登場している。
『機動戦士ガンダムΖΖ』第18話ではザクIIとともにアクシズに配備されているのが確認できる。第26話では、アフリカでジオン軍残党のタグが遺した赤いゲルググが登場する。彼の恋人だったオアシスの住人マサイ・ンガバが、タグを冷遇した村の人間を見返すためタグのゲルググでジュドー・アーシタ達に戦いを挑む。わずか1機ながら地の利を生かした作戦でガンダム・チームを苦境に追い込むが、撃破されてしまう。機体は旧来のコクピットのままで、ビーム・サーベルは黄色の同方向に反っているタイプだった。第30話では、部隊名通り青に塗装されたアフリカ解放戦線の「青の部隊」所属機が登場。ジオン残党から得た戦利品で、砂漠用に改造が施されている。補修部品の不足からハイザックなどからも流用されており、「レプリカ」といわれる。隊長のディドー・カルトハが搭乗し、ビーム・ライフルとジャイアント・バズを携行して出撃するが、ビーム・ライフルはすぐにエロ・メロエのディザート・ザクに渡している。ジュドー・アーシタのΖガンダムとの交戦で中破し、ディドーは死亡する。第31話では数少ない部品で修理され、同隊のエロ・メロエが搭乗。同じアフリカ解放戦線で、ネオ・ジオン軍のオウギュスト・ギダンと手を組みガルダーヤの町を制圧せんとするガデブ・ヤシンのやり方に異を唱え、単機で同胞であるディザート・ザクを多数撃破。直後のグレミー・トトの説得により、彼のドライセンおよびガデブのドワッジと共闘し、ディドーの無念を晴らすためガンダム・チームと交戦、グレミー機をかばう形でルー・ルカのΖΖガンダムに撃破される。
ムック『GUNDAM WARS PROJECT Ζ』収録の小説「THE FIRST STEP」では、アクシズを離脱した直後のシャアによる「ブレックス・フォーラ奪取作戦」が描かれ、シャア、アポリー、ロベルト、ブラウンの4人がゲルググに搭乗、部下のリック・ドム8機とともに、スティーブ・オハラハン少佐率いる地球連邦軍リック・ジム部隊「ブルー・ライトニング」と交戦している。なお、近藤和久による挿絵では、シャアの機体はB型のものとは別形状のバックパックを装備している。
アニメ映画『機動戦士ガンダムF91』では、ロイ戦争博物館に量産型が展示されている。
OVA『機動戦士ガンダム 第08MS小隊』特別編「ラスト・リゾート」冒頭（宇宙世紀0079年12月24日とされる）、フラナガン機関の被験者を移送するムサイ級軽巡洋艦の護衛として量産型ゲルググ3機が登場。地球軌道上で連邦軍と交戦し、全滅。うち1機はコムサイの脱出を見届け、大気圏に突入して崩壊。その後、地球へと脱出したコムサイに積まれていた機体も登場するが、損傷が激しく、まともに動かせる状態ではない。コムサイに搭乗していた子供達により、ビーム・ナギナタの出力で雪を融かして湯を沸かすなど、生活道具として利用される。
漫画作品『機動戦士ガンダム 光芒のア・バオア・クー』では当時学徒兵として参加した戦史作家コルバド・ストルツのインタビューが語られている。古参のパイロットは機種転換が間に合わなかったため、ほとんどがザクを始めとした旧型機で出撃した。学徒兵はシミュレーターによる適性検査で適性が高かった者はベテランと隊列を組むことを期待されてザクやドム、数合わせ程度の評価を受けた者がゲルググという結果となっている。
アニメ版『機動戦士ガンダムUC』では、ネオ・ジオン軍残党「袖付き」の所属機として登場。両手首と胸部中央に「袖付き」所属を示す装飾が施されている。U.C.0096年の時点では最も旧式化した機体の一つだが、資金や物資が乏しい「袖付き」においては貴重な戦力となっている。携行火器はギラ・ドーガ用のビーム・マシンガンとなっていて、ある程度の近代化改修は施されているらしい。劇中ではOVA版のep7で、ビーム・ナギナタを携行してジェガンと対峙する1シーンのみ登場している。
漫画『機動戦士ガンダムUC バンデシネ』では、トリントン基地を襲撃したジオン残党軍の中の1機。
漫画『機動戦士ガンダムUC バンデシネ Episode:0』では、シナンジュ・スタインの強奪時に登場。
パーソナルカスタム機
アナベル・ガトー専用機
OVA『機動戦士ガンダム0083 STARDUST MEMORY』に登場。冒頭のア・バオア・クー防衛戦でアナベル・ガトー大尉が搭乗する機体で、胸部は標準塗装と同様の緑色だが、頭部および四肢は青で塗られている。右手にビーム・ライフル、左手にビーム・サーベル（ナギナタではなく片刃）を携行する。
型式番号は、劇中および当時（1991-1992年）の書籍などでは明言されなかったが、同時期に発行されたノベライズ版ではMS-14Sとされた。1997年発行のホビージャパン社のムック『GUNDAM WEAPONS マスターグレードモデル“ゲルググ”編』ではYMS-14とされ、1998年発売のゲーム『機動戦士ガンダム ギレンの野望』シリーズでもMS-14Sとされた。また、1993年発行のアンソロジーコミック『MEDIA COMIX DYNE』Vol.1掲載のことぶきつかさの漫画「ソロモンの悪夢」（のちに単行本『いけ!いけ!ぼくらのVガンダム!!』に再録）では、「ゲルググ（MS-14H：試作型ビーム・ライフル装備）」とされた（詳細は後述）。
一方で、2003年発売の『マスターグレード（MG）』や2013年発売（プレミアムバンダイ）の『ハイグレード・ユニバーサルセンチュリー （HGUC）』のプラモデル、および2019年発売のアクションフィギュア『ROBOT魂』といった単体商品などではMS-14Aとされており、2021年の創通・サンライズによるYouTubeチャンネル「ガンダムチャンネル」の短編動画「昼MS」でもMS-14Aとされたため、本項に記述する。
「ソロモンの悪夢」では、ソロモン防衛戦で搭乗機のリック・ドムが戦闘不能になったガトーがソロモン撤退戦において搭乗し、撤退する友軍の殿を務める。『0083』版と異なり頭頂部にブレード・アンテナを装備しているが、これはランバ・ラルが受け取る予定であった機体を急遽ガトーに回したために指揮官用アンテナが取り付けられたままであったという設定によるもの。携行するビーム・ライフルは試作品ゆえにゲルググ本体の全高の2倍に及ぶ巨大なものであり、弾数も少ない。ことぶきつかさによると、「戦艦のビーム砲を更に強力にしMSで持ち運べるようにした」というイメージで高校時代の先輩にデザインを依頼したとのこと。限られた弾で可能な限り大きなダメージを与えるべく、敵艦隊のみを狙って出撃。そのため、狙撃可能な位置までの進撃中は遭遇した敵MSには一切目をくれず、間近を抜かれていったガンキャノン108号機のカイ・シデンや本機の進撃ぶりを目撃したガンダムのアムロ・レイを驚かせている。その結果、敵艦隊の狙撃については十分な成功を収めるが、機体がオーバーヒートを起こして稼働を停止してしまい、のちにガトーともども僚機に救出されることとなる。なお、作中ではモノクロのためカラーリングは不明だったが、雑誌『少年エース』2003年5月号掲載のカラーイラストでは『0083』版と同色で描かれた。
MGやHGUCでは上記のものとデザインが異なる「試作型ビーム・ライフル」が付属しており、プロトタイプのひとつとされる。ゲーム『ガンダム0083カードビルダー』では、同兵装が「強化型ビーム・ライフル」とされ、ビーム兵器実用化後に少数試作されてエース・パイロット用に配備されたとしている。ROBOT魂では、「ソロモンの悪夢」と同型の大型のものが付属した。
エリク・ブランケ専用機
『機動戦士ガンダム戦記 アバンタイトル』に登場。「インビジブルナイツ」隊長エリク・ブランケがア・バオア・クー戦に参加した際の機体。カラーリングは紫色で、指揮官機用のブレード・アンテナが装着されている。
ラス・ハンニバル専用機
「ホビージャパン」の雑誌企画『MOBILE SUIT in ACTION ジオンの星』に登場（型式番号：MS-14D(01)）。突撃機動軍第13独立中隊の隊長を務めていたラス・ハンニバル中佐用のワンメイク機で、駆動系が強化されたほか、臀部のバーニアやランドセル（B型のものとは異なる）などが追加されている。反面、一部の装甲の装着が間に合わず、内部構造が剥き出しになっている。カラーリングはハンニバル中佐のパーソナルカラーである青で、ブレード・アンテナも装備している。
ヴィンセント・グライスナー専用機
漫画版『機動戦士ガンダム外伝 ミッシングリンク』では、「マルコシアス」隊の隊長を拝命し宇宙に上がったヴィンセント・グライスナーが搭乗する。ブレード・アンテナが装備されている。

#### マイナーバージョン
バーニア増設仕様
A型をベースにスカート後部をF型と同様のものに換装した機体。武装はJG型と同じ大型ビーム・マシンガンを装備している。プラモデル『マスターグレード MS-14A 量産型ゲルググ』がこの仕様で発売されたのが初出。『機動戦士ガンダム0083カードビルダー 両雄激突』のプロモーションカードとしても登場。『機動戦士ガンダム エコール・デュ・シエル 天空の学校』では、ジオン残党で宇宙海賊のリーダー、マリー・アルベルティアの乗機として登場。左肩がザクのスパイクアーマーに換装されているのが特徴。
ゲルググ（EXAM搭載型）
ゲーム『ガンダムネットワークオペレーション』に登場（型式番号：MS-14[EXAM]）。
EXAMシステムが搭載されたゲルググ。ニムバス・シュターゼンがクルスト博士の逮捕に成功する「ifルート」で、その後ゲルググの量産が決定すると生産可能となる。

### 高機動型ゲルググ
デザイン（高機動型）
メカニックデザイン企画『モビルスーツバリエーション（MSV）』で設定された。
もともとは、1982年発行の書籍『SFプラモブック(1) 機動戦士ガンダム REAL TYPE CATALOGUE』掲載の大河原のカラー背面画稿（名称は「ゲルググ用オプションバーニヤ」）が初出で、その後『ホビージャパン別冊 HOW TO BUILD GUNDAM 2』に小田雅弘によるB型・C型コンビの模型作品が発表され、ドイツ空軍のノヴォトニー部隊を思わせるエリート部隊に配備されたとの設定がついたことで、B型およびC型の性格付けが明確なものとなった。ゆえにこの当時は「戦闘機型」と称されており、『MSV』としてのプラモデル商品化に際して「高機動型」と改称された。
また、小田は自著『ガンダムデイズ』において、大河原の画稿では「赤い彗星のゲルググと思しき機体」にブースター・パックが付いているため、アニメ劇中と整合が取れないことから、『MSV』では後述のYMS-14B（ジョニー・ライデン専用機）であると設定したと述べている。しかし、のちの漫画『機動戦士ガンダム THE ORIGIN』ではシャアのゲルググに同パックが付いており、驚いたという。
設定解説 （高機動型）
MS-14A（もしくはYMS-14）の背部に増速用ブースター・パックを装着した機体。
作中での活躍
スマートフォンゲームアプリ『機動戦士ガンダム U.C. ENGAGE』のイベント「0079ペッシェ・モンターニュ ～序章 命、めぐりあいII～」では、ニュータイプ (NT) の素養があるとされるアシュレイ・ホーン大尉が、ア・バオア・クー防衛戦でNT専用試作機であるブラレロの実戦準備が完了するまでに一時的に搭乗し出撃している。本体の塗装は量産型と同じ。
パーソナルカスタム機
ジョニー・ライデン専用機
『MSV』に登場。「キマイラ」隊隊長ジョニー・ライデン少佐が搭乗する機体。
『MSV』では2種類が設定されており、ひとつは本体の塗装がシャア専用機に酷似し、ブースター・パックは黒とエメラルド・グリーンで塗り分けられており、ブレード・アンテナを装備する。型式番号はYMS-14Bで、B型の1号機とされる。もうひとつはジョニーが以前に搭乗していた高機動型ザクII R-2型と同様のパーソナル・カラーの赤と黒で塗り分けられ（ブースター・パック含む）、ブレード・アンテナは装備されていない。慣熟飛行の完了直後のものと思われるとされ、前者からチューニング終了後に再塗装されたものであろうとしている。『マスターグレード』以降は設定画稿を除きほぼすべて、後者の塗装でブレード・アンテナが装備されている。
漫画『MSV-R 虹霓のシン・マツナガ』では、宇宙世紀0079年末のキシリア・ザビの直命による「反逆者」シン・マツナガ大尉確保の任に就き、コレヒドール暗礁宙域で同隊の4機のゲルググタイプを相手に善戦するマツナガのザクII FS型を速攻で撃破、脱出したマツナガを捕縛する。その後サイド3宙域で、脱走しゲルググJを得たマツナガに左肩アーマーを損壊されるものの互角の戦いを繰り広げるが、デギン・ザビ公王のロイヤルガードの介入により勝負はつかずに終わる。
漫画『MSV-R ジョニー・ライデンの帰還』では、連邦軍ウェイライン隊との交戦で両腕を損失した本機がジル・ブロッケン・フーバーの手によりFSSに秘匿されている。また、ユーマ・ライトニングが属する組織の依頼によりアナハイム・エレクトロニクス（AE）社が0090年時点の最新鋭の技術と資材によって建造した機体が登場。操縦系もアームレイカー式の最新鋭のものとなっている。ユーマのこだわりから何度もリテイクが出されたという。同年、ユーマがジョニー・ライデンであると確信するレッド・ウェイラインへ譲渡され、レッドが自身の乗機として使用する。
ユーマ・ライトニング専用機
漫画『MSV-R ジョニー・ライデンの帰還』に登場し、メカニックデザイン企画『MSV-R』で設定が追加された。「キマイラ」隊のユーマ・ライトニング中尉が搭乗する機体。
型式番号はMS-14B、または後述するMS-14BRとされるが、バックパックおよび脚部のコンフォーマルタンクは後述のゲルググキャノン1A型と同型である。頭部形状も大きく異なるが、MS-11時点の部品の流用か、FDE（全機能開発試験機）の部品の使用もしくはレトロフィットと推定されている。訓練時には左腕部にザク・デザートタイプのラッツリバー3連装ミサイルポッドを装備している。カラーリングから当初はロバート・ギリアムの機体と誤認されている。
『ジョニー・ライデンの帰還』では宇宙世紀0090年の連邦系の技術・資材によって建造された機体が登場。U.C0090では機体自体は時代遅れだが、AE社製の最新の部品を使う事で現用機と同等以上の性能を持つ。またAE社の部品を使用する事で連邦製の兵器の運用も可能にしている。オリジナル同様ユーマ・ライトニングが搭乗する。またライデン機とともにFSSにオリジナルの機体が秘匿されている。
マッキ・ヴィスコンティ専用機
漫画『MSV-R 虹霓のシン・マツナガ』に登場。「キマイラ」隊のマッキ・ヴィスコンティ大尉が搭乗する機体。頭部はユーマ機に近いが細部は異なる。ギャン・クリーガーのビーム・ランスを2本繋げたような大型のツイン・ビーム・ソードを携行し、接近戦を得意とする。シン・マツナガ大尉の確保に参加するが、サイド3宙域ではマツナガのゲルググJに関節部を狙い撃ちされる。
エリク・ブランケ専用機
ゲーム『機動戦士ガンダム戦記』に登場。デラーズ・フリートが「インビジブル・ナイツ」に提供した機体で、隊長のエリク・ブランケが搭乗する。カラーリングは紫色で、接近戦重視にカスタマイズされている。
ガルド・グレイズ専用機
小説『機動戦士ガンダム ブレイジングシャドウ』に登場。ジオン残党組織「ファラク」に所属するガルド・グレイズ中佐が搭乗する機体。海賊「シュテンドウジ」との戦いで右腕を失い、ズゴックEのものに変更される。なお、部下のアズ・バレン少佐とマハガン・レズナー少尉もB型に乗っており、3機とも白を基調に一部蛇のうろこを模した塗装が施されている。
シン・マツナガ専用機
ゲーム『機動戦士ガンダム ギレンの野望』シリーズ（『ジオンの系譜』以降）、『機動戦士ガンダム戦記』などに登場。しかし、他にシン・マツナガがB型に搭乗した設定はなく、ほぼゲームオリジナルの架空機の扱いとなっている。
黒い三連星専用機
『ギレンの野望』シリーズ（『ジオンの系譜』以降）に登場。の「ifルート」に登場する、ゲームオリジナルの機体。黒と紫色の塗装が施されている。
ギャビー・ハザード専用機
『機動戦士ガンダム ギレンの野望 ジオン独立戦争記』に登場する、ゲームオリジナルの機体。『MSV』に登場するギャビー・ハザードが搭乗する機体。パーソナルカラーの茶と黒で塗装されている。
エリオット・レム専用機
『機動戦士ガンダム ギレンの野望 ジオン独立戦争記』に登場する、ゲームオリジナルの機体。『MSV』に登場するエリオット・レムが搭乗する機体。試製高機動型ザクII（RP型）と同様にオレンジで塗装されている。
マサヤ・ナカガワ専用機
『機動戦士ガンダム ギレンの野望 ジオン独立戦争記』に登場する、ゲームオリジナルの機体。『MSV』に登場するマサヤ・ナカガワが搭乗する機体。パーソナルカラーの茶系で塗装されている。

#### ゲルググ高機動型 R型
メカニックデザイン企画『MSV-R』で設定された。初出の『ガンダムエース』2009年11月号では「キマイラ艦隊所属 ア・バオア・クー戦仕様」と表記されている。
脚部の装甲を取り外して大型のスラスター・ユニットを装備しており、この脚部が高機動型ザクIIに似ていることから「ゲルググR」の通称でも呼ばれる。更なる機動性の向上と引き換えに稼働時間が短縮されているが、使用者がキマイラ隊のエースパイロットであるためプロペラント不足は問題となっていない。
ツィマット社工場で2機が改装されて予備パーツと共に納入され、キマイラ艦内でB型1機がこの仕様に改修されている。
漫画『機動戦士ガンダム U.C.0096 ラスト・サン』では、ロック・ホーカー連邦軍大佐に雇われ、ラビアンローズ級ドック艦と合流しようとする連邦軍輸送艦「アンヴァル」を襲撃する、ゲルググ・タイプのみで構成される傭兵部隊の1機として2コマのみ登場、しかし2コマ目で撃墜される。キマイラ隊との関連は不明。
パーソナルカスタム機
ジーメンス・ウィルヘッド専用機
『MSV-R』に登場。「キマイラ」隊のジーメンス・ウィルヘッド大尉が搭乗する機体。青、白、黒のパーソナルカラーで塗装されている。漫画『ジョニー・ライデンの帰還』では、宇宙世紀0090年でもジーメンスが搭乗しており、コクピットは全天周囲モニター・リニアシートに改修されている。
エメ・ディプロム専用機
『MSV-R』に登場。「キマイラ」隊のエメ・ディプロム中尉が搭乗する機体。ジーメンス機と同様に青、白、黒で塗装されているが、塗り分けは異なる。一年戦争終戦後、連邦軍に接収され性能テストに用いられている。漫画『ジョニー・ライデンの帰還』でもエメはBR型に搭乗するが、モノクロでも一年戦争時との塗り分けの相違が確認できる。
デビッド・チェイスマン専用機
『MSV-R』に登場。「キマイラ」隊のデビッド・チェイスマン少佐が搭乗する機体。ジョニー・ライデンのB型と同様に赤と黒を基調とするが、左半身の多くは白黒のストライプで塗装されている。
マイヤー・メイ専用機
漫画『ジョニー・ライデンの帰還』に登場。元「キマイラ」隊で、宇宙世紀0090年にザンジバル改級「キマイラ」に再合流したマイヤー・メイが搭乗する機体。塗装は濃淡ブラウンと白を基調とする。武装は、キマイラ隊の技術部隊「ヒュドラ」がプラント船「ミナレット」で建造した、3条のビーム刃を形成する輪形の投擲が可能な近接専用の特殊兵器「ビーム・チャクラム」（デザインは大河原邦男）を2基携行する。
ハインケル・バッツ専用機
漫画『MSV-R 虹霓のシン・マツナガ』に登場。「キマイラ」隊のハインケル・バッツが搭乗する機体。脚部はBR型と同型だが、バックパックの代わりにオッゴを背負っており、型式番号は不明。頭部はB型ユーマ機およびマッキ機に近いが細部は異なる。両手にガトリング・ガンを携行し、その給弾ベルトはオッゴに繋がっている。シン・マツナガ大尉確保に参加、サイド3宙域ではマツナガのゲルググJにオッゴおよび武装を破壊される。
ヴィンセント・グライスナー機
ゲーム『機動戦士ガンダム サイドストーリーズ』のシナリオ「ミッシングリンク」に登場。「マルコシアス」隊隊長のヴィンセント・グライスナー曹長が搭乗する機体。「キマイラ」隊に遅れて納入された予備機がジョニー・ライデン少佐により譲渡されたもので、濃淡パープルとグレーのパーソナル・カラーで塗装されている。

#### ゲルググ（MS IGLOO版）
OVA『機動戦士ガンダム MS IGLOO -黙示録0079-』第3話に登場（型式番号：MS-14）。
同作品に登場するゲルググは、すべてが量産型の塗装で（後述のカスペン機を除く）バックパックを装備している。このバックパックは、B型用のものから中央部のブロックや両側面のサブ・スラスターがオミットされており、本機は高機動型ゲルググに準じる機体と考えられている。スペック（高さ・重量）は量産型に準じる。
パーソナルカスタム機
ヘルベルト・フォン・カスペン専用機
カスペン戦闘大隊を率いるヘルベルト・フォン・カスペン大佐が搭乗する機体。濃淡グレーに塗装され、右肩に「赤い襟の一本角の髑髏」のパーソナル・エンブレムが描かれている。ア・バオア・クーで停戦後も攻撃を受ける学徒兵のオッゴ部隊を援護するためEフィールドに向かい奮戦するも、学徒兵のオッゴの盾となって連邦の銃弾を受け撃破される。

### ゲルググキャノン
『MSV』で設定された。MS-14A（またはYMS-14）の背面にビームキャノンパックを装備し、頭部を補助カメラが追加されたものに換装した機体。
重火器支援型とされ、RA2タイプのビームキャノンを装備するが、これはもともと、開発が遅れていたビーム・ライフルの代替として、水陸両用MSのメガ粒子砲の技術を転用したものであったともいわれる。
一年戦争終結までに生産、配備された数は15機にとどまっているが、それとは別に122機分のパーツが用意されている。
設定の経緯
もともとは、『SFプラモブック(1) 機動戦士ガンダム REAL TYPE CATALOGUE』（講談社・1982）掲載の「ゲルググ用オプションバーニヤ」の説明文にあった「新開発のビームキャノンを装備したタイプ」を、のちのMSV設定の産みの親である小田雅弘が『ホビージャパン別冊 HOW TO BUILD GUNDAM 2』（1982）誌上でB型と共に発表したオリジナル模型作例であり、背部にアタッチメント式の「ビームキャノンパック」、頭部には額上部に「補助カメラ」を有するゲルググである。この機体は高機動型であるMS-14Bとのペアで運用されるようイメージされているうえ、そのイメージソースはドイツ空軍でメッサーシュミットMe262を駆った「ノボトニー部隊」であった。小田雅弘本人によって『MSV』としての設定が固められ、1983年6月にバンダイによってプラモデルとして商品化された。
パーソナルカスタム機
トーマス・クルツ専用機
『MSV』に登場。「キマイラ」隊のトーマス・クルツ中尉が搭乗する機体。濃淡グリーンのスプリッター迷彩が施されている。
漫画『MSV-R 虹霓のシン・マツナガ』では、シン・マツナガ大尉確保の任を受け、コレヒドール暗礁宙域でジェラルド・サカイ大尉のゲルググキャノン（モノクロでしか確認できないが、一般塗装のパープルと同じ塗り分け）とともに出撃。隊長のジョニー・ライデン少佐からは生け捕りにするよう命令されているにもかかわらず、マツナガのザクII FS型にビーム・キャノンの砲撃を浴びせる。その後マツナガ機に頭部を殴打されモニターが故障、行動不能にされそうになるもライデンのB型に救われる。サイド3宙域ではマツナガのゲルググJのパワーと気迫に圧倒される。
ジョニー・ライデン専用機
『MSV』に登場。B型のジョニー・ライデン専用機を換装したものではなく、塗装パターンが異なっており、機体番号もB型の "010" に対して "011" となっている。『ジョニー・ライデンの帰還 設定集』では、パイロット名が「ジョニー・ライデン少佐（イングリッド０）」と表記されている。『ジョニー・ライデンの帰還』本編でも、イングリッドがみずからライデンのゲルググキャノンに搭乗していたことを語り、回想でも搭乗している。なお、回想では『MSV』と同じカラーリングの機体のほか、機体番号は "011" であるがB型と同じ塗装パターンのものも確認できる。
劇中での活躍
OVA『機動戦士ガンダム戦記 アバンタイトル』では、ビーム・ナギナタと通常の大型楕円型シールドを装備した本機が登場する。ア・バオア・クー攻防戦において、地球連邦軍のジム・コマンド宇宙戦仕様（ユーグ・クーロ機）と交戦、格闘戦の末に撃破されている。
アーケードゲーム『機動戦士ガンダム 戦場の絆』では、左腕のバックラーシールドの代わりに3連装ミサイルランチャーを装備している。そのため、右腕にはジェットエンジン補助推進システムがそのまま残っているという、珍しい構成になっている。
漫画『機動戦士ムーンガンダム』では、宇宙世紀0091年の南極の旧資源開発基地で新生ネオ・ジオン軍によって運用されている。ザクII改のMMP-80マシンガンを携行する。

#### ゲルググキャノン1A型
『MSV-R』で設定された機体。初出の『ガンダムエース』2009年11月号では「キマイラ艦隊所属 ア・バオア・クー戦仕様」と表記されている。
脚部にコンフォーマルタンクを増設しており、稼働時間が通常のゲルググキャノンの3割増しとなっている。また、オプション装備としてビームキャノンパックから短時間で換装できるB型のものに似た高機動ランドセルがあり、携帯兵装用のマウントラッチによるジャイアント・バズなどの携行が可能となっている。
パーソナルカスタム機
ジャコビアス・ノード専用機
『MSV-R』に登場。「キマイラ」隊のジャコビアス・ノード大尉が搭乗する機体。カーキ色を基調に、左半身の一部が白黒ストライプで塗装されている。
漫画『機動戦士ガンダム MSV-R ジョニー・ライデンの帰還』では、民間軍事会社「テミス」の社長となったジャコビアスが宇宙世紀0090年時点でも同型の機体を使用している。頭部にはザクフリッパーに使用された3連式多目的カメラモジュールを付けているが、これは爆発ボルトによる強制排除が可能となっている。コクピットもリニア・シート化されているなど、機体内部も最新のものとなっている。塗装はストライプが左肩のみに変わっている。ジャブローでのユーマ・ライトニングとの交戦時には、ジム・スナイパーのロングレンジ・ビーム・ライフルを使用し、ジェネレーターを背負ったハイザックを随伴させている。その後の第6環境改善プラントでの戦闘やヴァースキ隊との交戦時には、狙撃用装備として3連式スコープを装着した独自のロングレンジ・ビーム・ライフルを使用している。
ガーニム・ムフタール専用機
漫画『ジョニー・ライデンの帰還』に登場。元キマイラ隊の隊員で、宇宙世紀0090年にザンジバル級「キマイラ」に再合流したガーニム・ムフタールが搭乗する機体。塗装は緑と青を基調にザクIに準じた塗り分けがされており、ジャイアント・シールドを携行する。シールドのデザインは大河原邦男。

#### ゲルググ中距離支援型
PCゲーム『機動戦士ガンダム リターン・オブ・ジオン』に登場（型式番号：MS-14C-2）。
ドム中距離支援型の後継機としてゲルググを中距離支援用に改造した機体であり、ゲルググキャノンとは開発系統が異なる。型式番号も現場での便宜上のもので、正式なものではない模様。
これとは別に、漫画『機動戦士ガンダム MSV-R ジョニー・ライデンの帰還』第1話冒頭のシミュレーションには「MS-14C-2」の型式番号を持つ機体が登場している。型式番号はモニター表示で確認できる。判別できる外見は通常のゲルググキャノンと同一。

### 陸戦型ゲルググ
ゲーム『機動戦士ガンダム外伝 コロニーの落ちた地で…』及び『機動戦士ガンダム戦記 Lost War Chronicles』に登場した量産型陸戦用MS。
ゲルググの大部分はソロモン、ア・バオア・クー、グラナダなど宇宙へ投入されたが、一部地上へ配備されスラスターの調整や防塵処理などを行われた物が主にG型と称される。
『コロニーの落ちた地で…』に登場したヴィッシュ・ドナヒュー中尉機は、腕部のグレネードランチャーとアームガトリング、陸戦用に小型化されたシールド、パーソナルマーク以外は通常の量産型ゲルググと同じ装備である。なお、小説版のイラストでは、ゲルググJのビーム・マシンガンを構えている（ただし描写としては通常のビーム・ライフルである）。
『Lost War Chronicles』に登場した本機は、背部にバックパックを装着し、大型のビーム・ライフルと小型シールドを装備している（MMP-80マシンガンも装備）。漫画版ではジオン公国軍MS特務遊撃隊（外人部隊）のケン・ビーダーシュタットが搭乗した。小説版ではジオン軍特殊部隊「屍食鬼隊（グール隊）」のクロード隊長が搭乗し、外人部隊副官のジェーン・コンティが操縦するハイゴッグに撃破された。
現在確認されているのは前述の2機のみである。

#### ゲルググG
『MSV-R』で設定された機体。
陸戦型ゲルググの砂漠仕様で、ザク・デザートタイプと同型のランドセルを装備。開発地のキャリフォルニア・ベースの生産性や部品供給能力が戦況悪化により低下したため、設計の一部変更による脚部スラスターの除去がなされ、ホバー機能がオミットされた。脚部スラスターの除去によって、脚部のアウトラインが通常型よりも小さくなっている。機体の軽量化により機動性能が向上したため、MS-14シリーズのシールドを流用した小型シールドが用意された。専用のビーム・ライフルは砂漠で使用するため、銃身の冷却システムを追加装備しており、通常型より小型化されているため出力が15%ほどダウンしている。本機は生産性の低下に加えキャリフォルニア・ベースからの撤退も重なり、8機で生産を終了している。

### デザート・ゲルググ
『ΖΖ-MSV』において設定され、アニメ版『機動戦士ガンダムUC』にも登場。「ディザートゲルググ」とも表記される。
ゲルググのバリエーションのひとつであり、砂漠・熱帯地帯での運用を主眼に開発された。バックパックに備えた砂中潜行用スコープが特徴で、ゲリラ戦・隠密行動を得意とする。アフリカ戦線に極少数が投入されたが、その実働数は極めて少ないものだったという。
元は『ΖΖ』にMSVを登場させる際にデザインされたMSの1つ。OVA『機動戦士ガンダムUC』登場にあたってリファインされ、左腕のアームド・バスターが実体弾仕様の折り畳み式キャノン砲と設定された。
劇中での活躍
OVA版『UC』ではep4に登場。トリントン基地を襲撃したジオン残党軍の中の1機。バックパックにザクII F2型用のロケット・ブースターを追加している。トリントン湾岸基地所属のバイアラン・カスタムへ空中戦を挑むも、ビーム・サーベルによって撃破される。

### ゲルググL
スマートフォンゲームアプリ『機動戦士ガンダム U.C. ENGAGE』に登場するゲームオリジナルMS（型式番号：MS-14L）。名称の "L" は「ランツィーラー」の頭文字。
要人護衛のため、推力と運動性を活かして広範囲に被害を出さずに迎撃対応するというコンセプトで開発された親衛隊仕様機。A型に簡易型ランドセルを装備し、さらに携行するヒート・ランスにもサブ・スラスターを内蔵することで突撃時の威力を高めている。また突撃時の耐久性を確保するため、大型のシールドを装備。このようなコンセプトはのちのロイヤルガードの機体へと続くことになる。カラーリングはA型の標準塗装を踏襲している（武装を除く）。
ア・バオア・クーにも配備されるが、ベテラン兵士の機種転換が間に合わず学徒兵が搭乗したといわれる。

#### ゲルググLs
『U.C. ENGAGE』に登場するゲームオリジナルMS。名称の "Ls" は「ランツィーラー・シュッツ」の頭文字。
ゲルググLにバルカン砲を装備した頭部パーツを採用し、装飾をほどこした仕様。ミナレットで設計され、バルカン砲はザクII FS型やゲルググM（指揮官用）のデータからシミュレートされたものであり、装弾数増加のため頭部は大型化している。カラーリングは濃淡の紫を基調とする。

### ゲルググM
OVA『機動戦士ガンダム0083 STARDUST MEMORY』に登場するデラーズ・フリートの量産型汎用MS。デザイナーは明貴美加。
Mはマリーネ（ドイツ語: MARINE）の名の通り、海兵隊仕様のゲルググ。小説版『0083』によれば星の屑作戦開始時点のシーマ艦隊において少なくとも30機以上が稼動状態にあったという。肩アーマーがスリムで頭部のトサカ部分が薄く大きいのが特徴。
劇中ではこれを所有するシーマ艦隊が隠遁する中で補給もなくビーム・ライフルの多くを失っているらしく、他の機体と共通の90ミリマシンガンを携行する。一方、腕への着脱が可能なスパイクシールド、下腕部に内蔵された110mm速射砲という独自の武装も装備している。110mm速射砲は連邦新鋭機であるジム・カスタムのシールドを粉砕し、装甲を貫通する威力があった。このうちスパイクシールドはザクIIのものを流用しており、盾としてだけではなく、スパイク部分で殴りつける格闘武器としても使用できる。ビーム・ナギナタではなく、片側出力式のビーム・サーベルを両腰に1本ずつ装備しているが、その形状は後のリック・ディアスやネモなどが装備しているものに酷似している。また下腕部の内蔵武装などゲルググJとの共通点が多い（詳しくはゲルググJの項参照）。防御面はほかのジオン軍MSと同等であり、劇中、ジム・カスタムのジム・ライフル（90ミリマシンガン）でたやすく撃破される。
劇中での活躍
第5話に初登場。デラーズ・フリート参加の手土産として、宇宙に上がったアルビオンへ戦闘を仕掛けた。本機5機が、ジム・カスタムとジム・キャノンIIそれぞれ2機ずつで編制された敵MS隊と交戦。当初は苦戦していたが、シーマ中佐自らの戦闘加入後は互角以上に戦った。この戦闘でマリーネ2機が失われた。
第8話の戦闘では、バニング大尉搭乗のジム・カスタムによって2機が撃墜される。その後もコロニージャックなど星の屑作戦へ貢献した。物語終盤では、シーマ艦隊の裏切りに伴って連邦軍と共同作戦を行い、先刻まで味方だったデラーズ・フリートと交戦する。また、最終話では、連邦軍所属機としてオークリー基地にてサンドカラーのゲルググMが登場する。小説版では、シーマ艦隊から押収した機体としている。

#### ゲルググM（指揮官用）
OVA『機動戦士ガンダム0083 STARDUST MEMORY』に登場するMS。MS-14Fの指揮官仕様。プラモデルHGUCでの商品名は「ゲルググマリーネ シーマカスタム」となっている。
シーマ艦隊を率いる、シーマ・ガラハウ中佐の機体。隊長機の証ブレード・アンテナを備える。「マリーネ・ライター」という愛称で呼ばれていた。カラーリングは紫の胴体とカーキの四肢。専用武装として貴重な大型ビーム・ライフルを装備し、頭部にはバルカン砲を内蔵している。防御装備としては、覗き穴つきの大型シールドを携行。大型シールドは第5話でジム・キャノンIIが発射したビームキャノンの直撃で消失し、以後は補充されない。機動性の改善としてスラスターの追加、稼働時間の確保にプロペラントタンクを一般機の倍の4基装備している。
なお、Fs型は劇中登場したシーマ機以外には確認されていないため、上記の特徴がFs型全般に見られるものなのか、シーマ機用に独自に改修したものかは不明。そもそもFs型自体がシーマ機1機のみのワンオフ機体であった可能性もある。
劇中での活躍
第5話および第8話に登場。ジム・カスタム（モンシア中尉機）を翻弄し、サラミス級巡洋艦「ナッシュビル」を一撃で撃沈。「陸戦装備のまま宇宙戦に出る」というコウ・ウラキの愚行に乗じたとはいえ、GP01を圧倒、半壊に追い込んだ。もっとも、ビーム・ライフルが何発命中しても爆発しないGP01の装甲に手を焼かされ、シーマ中佐は焦りを見せる。この後、バニング大尉の参戦と僚機の喪失により撤退する。
第8話では、GP01Fbと交戦。その後バニング大尉のジム・カスタムと交戦し、大型ビーム・ライフルを失う。一方、発射した110mm速射砲弾がジム・カスタムの腹部に命中。ジム・カスタムは帰還途中に爆発し、バニング大尉は死亡する。この戦闘を最後にシーマがガーベラ・テトラに乗り換えたため、映像内からは退場する。小説版ではガーベラ・テトラは登場せず、最後までこの機体に乗り続ける。第8話で失ったビーム・ライフルも補充される。
漫画『機動戦士ガンダム0083 REBELLION』では、シーマがガーベラ・テトラに乗り換えたため、クララ・ロッジに譲られる。

#### ゲルググR（リベリオン）
漫画『機動戦士ガンダム0083 REBELLION』に登場。作中では「ゲルググR“リベリオン”」と表記されるが、連載終了後の『ガンダムエース』の連載記事「0083 REBELLION PLAYBACK」でゲルググMやJ同様の括弧書きに変更された。夏元によれば、ゲルググMをベースに格闘性能を高めた機体というコンセプトであり、公国系の格闘戦特化型MSと言えばイフリートということでイフリート・ナハトの要素を多分に盛り込んだとのこと。また、ガトーを名乗る者が搭乗するため、ケレン味が出るよう意識したという。
サイド3のファーム・バンチ「アマテラス」の前領主であり、MSの開発にも携わっていたジュウゾウ・アマトが最後に改修した強襲機動型仕様。上半身はFs型、下半身はイフリート・ナハトに近い外観となっている。肩部アーマーにはスパイクが3本ずつ追加され、頭部はF型系列をベースにモノアイ・レールがイフリートのような形状となっている。ガトー少佐の部隊章が描かれた小型のスピア・シールドはスラスターを搭載しケーブルで繋がれており、射出が可能。A型ガトー機と同型のロングレンジ・ビーム・ライフル（破壊された後はFs型のビーム・ライフル）を携行。一説によればナハトと同様のステルス機能が装備されているとされ、熱源をもたない直刀コールド・ブレードを両腰に、膝部側面にコールド・クナイを装備。また、右前腕部甲に110ミリ連射砲、左前腕部甲に展開式の3連装35ミリガトリング砲を装備する。カラーリングもA型ガトー機を踏襲している。
アナベル・ガトーを名乗る者が搭乗。0084年の「アマテラス」を巡る戦いの終盤で、ティターンズ所属のベルナルド・モンシアのハイザックと一騎討ちとなり、右肩口にビーム・サーベルの斬撃を受けて行動不能となる。

#### ゲルググ［シュトゥッツァー］
雑誌企画『ADVANCE OF Ζ ティターンズの旗のもとに』に登場（型式番号：MS-14）。
頭頂高は19.2m。ジオン残党軍に所属する機体で、カザック・ラーソンが搭乗する。ゲルググM系の改修機で、肩部を増加スラスターを追加したものに換装。胸部も増加装甲を追加。バックパックも独自建造したものを装備。上背部にはこの部隊特有の装備である通称「ウインチユニット」と呼ばれる有線誘導式の遠隔操作アームが2基設置されている。頭部にはワイヤーカッターを装備している。携行武装はFs型のMRB-110 ビーム・ライフルとシールド。

### ゲルググJ
OVA『機動戦士ガンダム0080 ポケットの中の戦争』に登場。デザイナーは出渕裕。
一年戦争終結直前に完成した、ゲルググの狙撃型。火器管制システムはハード・ソフトともに最新鋭のものを搭載しており、精密射撃任務に対応可能。名称の「イェーガー」はドイツ語で「猟人」の意。
本機は単なる武装や仕様の変更にとどまらず、事実上の新設計機であると言っても過言ではないとされる。また、統合整備計画にもとづく標準化が当初から設計に取り入れられており、生産工程の簡略化や機体強度の向上、スラスター推力の改善が図られ、第2期生産型と呼ばれる標準化コクピットが採用されている。ジェネレーターは新型のものをさらにチューンアップしたものが搭載され、リア・スカートの推進器（B型のを再設計したものともいわれる）の増設をはじめ、姿勢制御用スラスター（アポジモーター）の数も当時のほかのMSよりずば抜けており、宇宙空間における機動性と運動性が向上している。ランドセルにはプロペラントタンクを2基装備可能で、これにより通常の200パーセントの長時間行動が可能となる。以上により、本機は初期型のゲルググと比べてもかなり高い性能をもつ機体として完成する。指揮官クラスのパイロットへの配備が想定されており、ランドセルにはレーザー通信用のユニットとアンテナが装備され、頭部のブレード・アンテナも標準装備である。また、初期型のゲルググと比較しモニター視界も良好となった。終戦直前に完成したゲルググの最終生産タイプであり、生産数は少ない。
武装
大型ビーム・マシンガン
通常のビーム・ライフルより威力が増している。ビーム収束率の変化により、分隊支援火器としてのフルオート射撃と、精密長距離射撃を切り替えることが可能。前者ではパルス状のビームを連射し、貫通力より破壊力を優先している。後者ではビームの運動エネルギーが減衰しにくいため、目標を高精度で破壊可能。照準器も破格の精度を誇る。
ビーム・スポットガン
両腕部に装備される。開発途上の装備であり、威嚇または牽制程度の威力しかないが、至近距離では敵MSに致命傷を与える事も可能。
「ギレンの野望」シリーズなど一部ゲームではゲルググMと同じ110mm速射砲として扱われていることがある。
ビーム・サーベル
資料によってはスペックにビーム・サーベルが記載されているものもあるが、装備位置など不明。『Gジェネレーション』シリーズや『機動戦士ガンダム めぐりあい宇宙』といったゲームでは装備されている。
ジャイアント・バズ
信頼性が高かったことから、搭乗したパイロットによっては携行装備した機体も存在する。
シュツルム・ファウスト
ザク用に開発された装備であるが、本機においても使用可能。
劇中での活躍
第2話に登場。ルビコン計画の第一段階として、バーナード・ワイズマン（バーニィ）がケンプファーをサイド6・リボーコロニーへ輸送する際の戦闘に参加し、連邦軍のジム・コマンド宇宙戦仕様を圧倒する。赤を基調とした塗装が施されており、左胸には白地で522（設定画の機体は523）とマーキングされている。
書籍『MS ERA 0001〜0080 ガンダム戦場写真集』では、ブレード・アンテナのない、緑を基調とした一般塗装を施された機体が確認できる。
OVA『機動戦士SDガンダム MARK-IV』第1話「夢のマロン社・宇宙の旅」にて、マロン社の宇宙船ガブスレイ（SD体型）が迷いこんだ一年戦争の戦場に、一般塗装の機体（SD体型ではない）が登場。
「電撃ホビーマガジン」誌上企画『機動戦士ガンダム ファントム・ブレット』では、一般塗装の機体が登場。搭乗者はタグ軍曹。一年戦争後、月面に潜伏していたジオン軍残党「ザメル砲部隊」の一機。ザメル用の680mmキャノン砲を転用した「ザメル砲」による長距離精密射撃のための射角分析を担当する。ザクII（測距手用）およびザクII（砲手用）とともに月での狙撃テロを行っており、宇宙世紀0082年にガンダム試作0号機と交戦、捕縛された。
漫画『機動戦士ガンダム C.D.A. 若き彗星の肖像』では、ファビアン・フリシュクネヒトがティターンズの襲撃を受けているクワトロ・バジーナ（シャア・アズナブル）らを救援するため、本機に搭乗している。プロペラントタンクは排除されており、指揮官用ゲルググMのシールドを装備した仕様となっている。
OVA『機動戦士ガンダムUC』では本機自体は登場しないが、ep5でミネバ・ザビが軟禁されているガルダをスベロア・ジンネマンらのガランシェール隊が襲撃した際、ギラ・ズールの使用した多種多様な武器の中にゲルググJ用の大型ビーム・マシンガンが確認できる。このマシンガンは、ep4で合流したジオン残党軍から譲り受けたものである。
パーソナルカスタム機
シン・マツナガ専用機
書籍『機動戦士ガンダム 戦略戦術大図鑑』の文字設定が初出。ゲーム『機動戦士ガンダム めぐりあい宇宙』では、シン・マツナガ大尉のパーソナルカラーである白を基調に塗装されている。同作品ではあくまでifシナリオとして、マツナガが本来はジオン本国で受領する予定だった機体として登場し、ア・バオ・ア・クーでの戦闘で使用している。
漫画『虹霓のシン・マツナガ』ではサイド3でキリング・J・ダニガン中将よりマツナガに託される。両腕のビーム・スポットガンからビーム刃を発生させ、ロバート・ギリアム大佐の乗るビグ・ルフや「キマイラ」のゲルググ部隊を圧倒。ジョニー・ライデン少佐のB型とも互角の戦いを繰り広げるが、デギン・ザビ公王のロイヤルガードの介入により戦闘中断、ズム・シティに向かう。なお第8巻表紙では、左肩に青のストライプと「白狼」のパーソナルエンブレムが確認できる。

### 重装ゲルググ
「サイバーコミックス」にて連載された小説『TOP GUNDAM』に登場。デザイナーは小林誠。
一年戦争後、地球連邦軍が鹵獲ののちに運用しているゲルググの改修機。宇宙世紀0080年代後半においても、旧式化しているものの地上攻撃用MSとして配備されている機体が存在しており、連邦軍のパイロット訓練校「TOP GUNDAM」が所属する洋上ホバー空母「グラーフ・ツェッペリン」にも数機が艦載されている。

### リゲルグ
『機動戦士ガンダムΖΖ』、およびOVA『機動戦士ガンダムUC』に登場。メカニックデザインはあさのまさひこ、命名は高橋昌也。初期稿ではバックパックにスタビライザーが付いていたが、かときすなお（現・カトキハジメ）がバックパックを修正した際に無くなった。
アクシズに逃げ延びた公国軍残党（ネオ・ジオン軍）が、ゲルググをベースに改修・製造した機体。名称は「リファインド・ゲルググ (REFINED GELGOOG)」の略。
一年戦争後、ゲルググはアクシズの居住区拡張作業に従事するが、ガザA・Bが開発されて以降は一線を退く。やがて、ネオ・ジオンの地球圏帰還作戦が本格化し始めた段階で旧式MSは訓練用として再び日の目を見るが、ゲルググといえども当時の新型機と比べて完全に旧式化していた。しかし、改修によって第一線級のMSと同レベルの性能に引き上げられる。アクシズの若手パイロットは皆必ず本機で訓練を積み、MSの操縦を学んだという。
一方で、ネオ・ジオン軍がジオン復興のシンボルとしてゲルググを指揮官用に大改修したのが本機であるともいわれる。新規にも製造され、親衛隊「ロイヤル・ガード」の小隊長機としても運用されている。このため、在来機から改修された機体は「一般機」として区別されることもある。
最大の特徴は、2倍以上に延長された巨大なショルダー・アーマーである。同じアクシズ製MSのキュベレイのフレキシブル・バインダーを参考に設計されており、内部には3基ずつのバーニア・スラスターを内蔵する。これはシールドも兼ねており、「ウイング・バインダー」と呼ばれる。プロペラントタンクの増設により、強力な推進力の発揮や一撃離脱などの高速戦闘を可能とした。コクピットモジュールには当時普及していた全天周囲モニター・リニアシート方式の球形ポッドを採用し、インターフェイスも第2世代MSに準じた改修が行われた。なお、ノーマルのゲルググとは異なり、コクピットハッチの開閉ヒンジは上方に設けられている。
武装
増設されたバックパックにはビーム・ランサー（出力0.62メガワット）を2基マウントする。これはゲルググ系特有のビーム・ナギナタではなく、通常のビーム刃を形成する。ただし2本を接続し、両端からビームを形成させての使用も可能である。バックパック右上部にはミサイル・ポッドを装備し、内蔵された8基のミサイル (AMS-11S) はレーザーと赤外線で敵機を追尾できる。前腕部にはグレネードランチャーが装備されており、もう片方の手を添えて反動を抑えながら発射する。ウィング・バインダー内部には円盤形の宇宙機雷を6基ずつ搭載することも可能。ビーム・ライフルは、指揮官機には銃身下部にグレネード・ランチャーを装備した新型のもの（出力2.18メガワット）が用意され、高い命中精度を誇るが、一般機は在来機と同型のものを携行する。
劇中での活躍
『ΖΖ』第37話で初登場。マシュマー・セロの副官イリア・パゾムが搭乗し、ΖΖガンダムと互角に渡り合う。第38話ではMS隊を率いて指揮を執るが、マシュマーの密命により、命令に従わないサトウ隊長のシュツルム・ディアスを乱戦に紛れて撃破する。41話では単機でコロニー「タイガーバウム」に侵入、ハマーン・カーンを救出する。第44話ではマシュマーのザクIII改とともにサイド3コロニー「コア3」内部の警護に当たる。第45話ではマシュマーの別働隊として、ジャムル・フィンとともにグレミーの反乱軍と交戦している。
『ジ・アニメ』1986年10月号掲載の「第2回「ガンダムΖΖ」ここまで書いたらヤバイかな!?」では、地球降下作戦でハマーンが不在のアクシズをエゥーゴが奇襲した際に、防衛隊の1機としてマシュマーが搭乗したとされる。この戦闘はのちに漫画『機動戦士ガンダムΖΖ外伝 ジオンの幻陽』で詳細に描かれ、本機も2コマのみ登場するが、うち1コマは1/144プラモデルのボックスアート（アイリッシュ級戦艦を撃沈するシーン）を模したものであった。1/144プラモデルの説明書によると、塗装はマルーンとネイビー・ブルーを基調とする。『ジ・アニメ』1986年11月号掲載の「新装開店第1回 ガンダムΖΖ読本－これは買いだ！」では、強化人間となったマシュマーが旧式でも乗り慣れた機体のほうがよいとして本機を持ってきたとされる。しかし、彼専用のザクIII改がすでに整備中であり、イリアが本機に搭乗することでマシュマーをザクIII改に乗せることができたという。1987年3月出版の『別冊アニメディア 機動戦士ガンダムΖΖ PART.2』では、この機体はマシュマーが士官学校時代から搭乗していたものであり、彼専用のザクIII改が完成したことから、イリアに譲られたとされる。
雑誌企画『ADVANCE OF Ζ 刻に抗いし者』番外編「審判のメイス」および漫画『機動戦士Ζガンダム外伝 審判のメイス』では、ゲルググJをベースとした機体が登場し、ネオ・ジオン軍残党のオーラフ・デールが搭乗する。ゲルググJ用のビーム・マシンガンを携行し、ヨーン・ユルヤナのガンダム［グリンブルスティ］およびアイリス・アリスンのジムIII・ディフェンサーと交戦するも撃破される。
OVA版『UC』ep7では、ネオ・ジオン軍残党「袖付き」の所属機として、ネェル・アーガマとの最終決戦時にほかの残存機体とともに登場。「袖付き」でも訓練用として用いられていた機体で、青紫を基調に塗装され、両手首には「袖付き」の特徴である装飾が施されている。携行火器はギラ・ドーガ（指揮官機）のビーム・マシンガンとなっている。ビーム・ナギナタを回転させてガランシェール隊のMSに襲いかかるが、コンロイ・ハーゲンセンの搭乗するジェガンのメガ・バズーカ・ランチャーに狙撃・撃破される。
漫画『機動戦士ガンダムF90 ファステストフォーミュラ』では、ジオン軍残党部隊の機体が登場。部隊のMSに共通する、ギラ・ズール用の重装用バックパック（プロペラントタンク装備）に換装されており、ギラ・ドーガ（一般機）のビーム・マシンガンを携行する。ブレード・アンテナは未装備。「新入り」と呼ばれるシャルル・ロウチェスター軍曹が搭乗し、宇宙世紀0112年にサイド6の廃棄コロニー群で僚機のギラ・ズールおよびザクIII改とともに資材をあさるが、突如現れたランデッガー重工のMSティグリス2機の襲撃に遭うも、僚機の爆発で吹き飛ばされたため1機のみ逃走に成功する。

#### リゲルグ（一般機）
矢立文庫のWeb企画『アナハイム・ラボラトリー・ログ』に登場。
一般機とされるが、偵察部隊用としてゲルググMのバックパックに換装されており、作戦行動時間が延長されているという。ただし、プロペラント・タンクを除くバックパックの外観はリゲルグのものであり、スペックの数値も変更はない。主兵装はプルバップ式360ミリロケット砲（360ミリロケット・バズーカや360ミリロケット・ランチャーとも呼ばれる）を携行し、グレネード・ランチャーは左腕のみ装備とされるが、外観からは両腕に確認できる。シールドはゲルググM（指揮官用）と同じ大型のものを装備し、機体色はA型やゲルググMの標準塗装と同じである。
地球圏帰還直後のアクシズより、ドラッツェ改2機とガザC3機を率いて偵察活動をおこなう。エゥーゴの輸送部隊と遭遇してMS隊を殲滅するが、積荷のガンダムMk-IIIが起動して交戦するも劣勢となり、最後は味方の砲撃の盾にされて撃破される。

#### ゲルググ・ウェルテクス
漫画『機動戦士ガンダム MSV-R ジョニー・ライデンの帰還』に登場。型式番号から「ゲルググJ/BR」とも呼ばれる。基本デザインは大河原邦男、3機種のカラー設定画も大河原によって描かれている。なお、「ウェルテクス」は「渦巻」や「頂点」を意味するラテン語。
宇宙世紀0090年のAE社のキマイラ隊主力MS開発計画「ウェルテクス・プロジェクト」において製造された機体。基礎概念および開発主査はFSSのリミア・グリンウッドが担当（姉のアマリアもサポート）、実設計と開発・製造には、過去にリック・ディアスなどを設計開発した第2研究事業部が携わっている。コンペイトウ宙域での戦闘で得られたレッド機のゲルググに残っていた、サイコミュシステムを発動させた状態のシャア専用ディジェをデータを元に、同機を仮想敵としてそれに対抗できるための必要なスペックを維持しつつ、短期間での開発が求められている状況において、新規使用部材の検証期間や設計・開発期間を大幅に短縮するため、フークバルト・サマターから提供されたAE社が過去にハマーン・カーンとの取引（ネオ・ジオン軍が勝利した暁には、軍備の生産はAE社が請け負うという契約）により、事前にAE社から提供されたネオ・ジオン製MSの機体のデータ群の中から、リゲルグの基礎設計をベースとしている。
リゲルグのバックパック側面に、同じくリゲルグの肩部ウィング・バインダーを接続している。基部が柔軟に可動することから「アクティブ・バインダー」と呼ばれ、制御システムはAE社が過去に関与したガンダム開発計画で同じ基礎概念をもつ機体（試作1号機フルバーニアン）の実戦データが流用されている。プロペラントタンクはリゲルグのものより大型化されている。機体本体はAE社が非公式にキマイラ隊に供与していたゲルググBR型の先進改修機をブラッシュアップし、フレームから構造を見直すとともに装甲材を第2研究事業部が使い慣れているガンダリウム系に変更している。腰部アーマー裏のスラスターは、リゲルグと同様の5発に増強されている。両前腕部甲には、当初はこちらもリゲルグと同様のビーム・ガンが装備されていたが、のちにグレネード・ランチャーに変更されている。
バリエーション
ゲルググ・ウェルテクス・プラス
データ検証用のシミュレーション・モデル。 "MS-14J Plus" のコード・ネームが付与され、クリストバル・ラザフォードがシミュレーターで操縦し、データ収集をおこなう。カラーリングはB型（ジョニー・ライデン専用機）を踏襲し（バックパックはダーク・グレー）、武装はのちのヤクト・ドーガ（クェス機）と同型のメガ・ガトリングガンを携行している。この仕様ではアクティブ・バインダーのスラスターは2発ずつであったが、完成機では3発ずつに増設される。
ゲルググ・ウェルテクス・テスタロッサ (GELGOOG VERTEX TESTAROSSA)
1号機で、ジョニー・ライデン（レッド・ウェイライン）の専用機。ウェルテクス・プラスと同様に赤と黒のパーソナル・カラーで塗装されているが、塗り分けはC型のライデン機を踏襲している。ガーベラ・テトラと同型のビーム・マシンガンを携行する。
ゲルググ・ウェルテクス・キュアノス (GELGOOG VERTEX CURENOS)
ユーマ・ライトニング専用機で、本体は彼の専用機であったB型をほぼそのまま踏襲しており、脚部のコンフォーマルタンクも同様である。武装は、ユーマが直前まで搭乗していたギャン・エーオースのビーム・ベイオネットを携行する。
ゲルググ・ウェルテクス・クサントス (GELGOOG VERTEX XANTOS)
ジャコビアス・ノード専用機で、本体は彼の専用機であったC-1A型（0090年仕様）をほぼそのまま踏襲しており、脚部コンフォーマルタンクや頭部カメラモジュールも同様である。プロペラントタンクはほかと異なり細く長く、後端に3基のスラスターが追加されている。バックパック右側面にBR型用ビーム・ライフルを装着し、ミナレット解錠のためにレーザーキーを携行する。
『ガンダムエース』2021年3月号付録ポスターのイラストでは、Ζガンダムと同型のハイパー・メガ・ランチャーを携行している（カラーリングはグレー一色）。なお、大河原によるカラー設定画では頭部カメラモジュールは装着されておらず、プロペラントタンクもほかと同様となっている。
その他
『MSV-R SEASON 2』で設定された。バックパックを除いた外観は、それまでの乗機を踏襲している。また、いずれの機体も前腕部甲にはビーム・ガンの装備が予定されていた。
ジーメンス・ウィルヘッド専用機
新生ネオ・ジオンとの抗争用に準備されていた機体のひとつであるが、各部調整が間に合わず投入されずに終わる。ビーム・キャノンの装備も予定されていた。
ガーニム・ムフタール専用機
計画にはあったが、最終決戦には間に合っていない。専用のゲルググキャノン1A型同様、ジャイアント・シールドが用意される予定だった。
マイヤー・メイ専用機
キマイラ隊からのオーダーに含まれるが、作戦には間に合わなかったようだとされる。専用のBR型同様、ビーム・チャクラムの装備が予定されていた。マイヤーは乗り慣れたBR型に勝るものはないと信じていたが、本機のシミュレーションにおいて敵をあざむく宙返りを難なくこなし、加速性もそこなわない機動からその考えを改めたという。ジャイアント・バズの装備も予定されていた。
作中での活躍
プラスによるシミュレーション、テスタロッサによるグラナダ上空での実働試験ののち、3機とも建設用資材に偽装して輸送され、FSSおよびキマイラ隊の拠点となっている「茨の園」に届けられる。アーガマ級強襲巡洋艦「ニカーヤ」を母艦とするキマイラ第1小隊の乗機として旧ア・バオア・クー宙域に停泊するミナレットを確保するため、それぞれ89式ベースジャバーに乗って出撃し、クサントスのレーザーキー照射によってミナレットの防衛システムを解除する。

### ゲルググIII（ジオンマーズ仕様）
漫画『A.O.Z Re-Boot ガンダム・インレ-くろうさぎのみた夢-』に登場（型式番号：MS-14J.zm）。作中では単に「ゲルググ」と呼ばれる。
火星のジオン残党組織「ジオンマーズ」が、リゲルグの設計データをもとに新規設計した機体。おもにエース・パイロットや指揮官用の機体として位置付けられており、先行生産された機体群はおもにジオンマーズ総司令アウトロー・チェスターの息子であるチェスターJr.が率いる艦隊に配備され、アクシズの支援のため地球に送られている。その後、本格的に生産される予定であったが、レジオン建国戦争の勃発により遅延する。チェスターJr.自身も頭頂部にブレード・アンテナを追加した指揮官機に搭乗するが、これはキマイラ隊の一員であった父の搭乗機になぞらえたものとされる。外観や機構に、のちのネオ・ジオン軍の指揮官用MSとの共通点が多く見られる。カラーリングは量産機がゲルググと同様で、指揮官機はシャア専用機のような濃淡の赤を基調とする。
主兵装はビーム・ライフルを携行するが、指揮官機用は速射性能が強化されている。前腕部甲にビーム・ガン、頭部にはバルカン砲が内装されている。バックパックはリゲルグと同系統だが、上部のミサイル・ポッドは大型の可動式のものを左右に装備、装弾数も各8発と増加している。ビーム・ランスもリゲルグと同様。大型のシールドはのちのメッサーのものと類似している。

### RFゲルググ
漫画『機動戦士ガンダムF90』およびゲーム『機動戦士ガンダムF91 フォーミュラー戦記0122』に登場。
宇宙世紀0120年代にオールズモビル（火星独立ジオン軍）が旧ジオンのゲルググに外見を似せて開発した機体。同軍の主力機であるRFザクと比べて機動性に優れており、同軍の運用するMSの中では最高クラスの性能であるがコストが高いために生産数が少なく、上級指揮官かエースパイロットのみが使用している。設計母体にRFドムと共通のユニットを採用していることで武装・整備性ともに非常に高い互換性を持っている。緑のカラーリングの一般機と、エースパイロット向けにより性能を強化された赤いカラーリングの機体（通称アカゲルググ）が存在する。またキャノン砲を搭載したタイプも存在する。宇宙世紀0120年代の技術でリファインされており一年戦争時の機体とは比較にならない性能を誇るものの、スペックは第二世代の水準にとどまっているため機体サイズは当時の最新鋭である15m級小型MSのF90と比較し大型となっている。
『F90』劇中では通常タイプとキャノン砲を搭載したタイプが登場。通常タイプは劇中序盤でサナリィのF90強奪作戦に参加。キャノン搭載タイプは火星独立ジオン軍のベイリーがパイロットを務め、RFギャンとともに火星に降下したデフたちの部隊と交戦し、STガンを鹵獲している。『フォーミュラー戦記0122』においては序盤では隊長機、終盤ではシャルル艦隊の機体が登場している。

#### シャルル専用ゲルググ
ゲーム『機動戦士ガンダムF91 フォーミュラー戦記0122』に登場。
オールズモビル軍のエース、シャルル・ロウチェスターの専用機。RFゲルググがベースとなっているが、極秘裏に接触したクロスボーン・バンガードの技術供与で完成した高性能機である。そのためか、これまでのRFゲルググとは比べ物にならない性能を持っており、旧来的な大型MSながらも小型MSにも引けを取らないほどで、戦闘力はF90に迫るものとなった。ただし、スラスターの増設などにより外観は肥大化し、ゲルググや在来のジオン系とはかけ離れたデザインになっている。
腕部にビーム・ランチャー、腰部にビーム・サーベル2本を備える。特筆すべき装備としてこの時代の先端技術であったビーム・シールドの装備があげられる。ビーム・シールドは防御だけでなく攻撃にも転用可能な高い出力を誇っている。シールドユニットは通常両肩のバインダー内に収納されており通常は露出していないが、その表面にはクロスボーンの紋章が刻まれている。
オールズモビルの運用する機体はリファインされて性能が向上していたものの、当時の最先端の技術が採用されたMSではなかった。オールズモビルにおいてはこの機体と強奪したガンダムF90 2号機のみが当時の連邦軍の最新鋭の機体と互角に渡り合える性能を持っていた。
『フォーミュラー戦記0122』では劇中最終面に登場。壊滅したオールズモビルの残存戦力と共にシャルル・ロウチェスターがクロスボーン・バンガードの陽動作戦の囮としてこの機体を駆り出撃、ベルフ・スクレットの機体と交戦するも撃破されている。

## 『機動戦士ガンダム THE ORIGIN』におけるゲルググ
漫画『機動戦士ガンダム THE ORIGIN』では、『機動戦士ガンダム』と同様にテキサスコロニー入港時にはシャアが受領しているが、当初は頭頂部のブレード・アンテナはない。出撃時にはブレード・アンテナが装備され、型式番号は不明ながら腰部スカート背面はゲルググMと同じスラスター配置となっており、武装はゲルググJと同型のビーム・マシンガンを携行している。また、宇宙での戦闘では高機動型ゲルググのバックパックを装備している。
量産型ゲルググは、『機動戦士ガンダム』とは異なりソロモン防衛戦で早くも実戦配備されるもこれといった活躍シーンはなく、ザクやリック・ドムとの性能差を示すこともない。キャノン砲装備のバックパックを背負ったゲルググも2機確認できるが、小さく描かれているため詳細は不明。

## 『機動戦士ガンダム サンダーボルト』におけるゲルググ
漫画・OVA『機動戦士ガンダム サンダーボルト』に登場（型式番号：MS-14）。
関節部にはシーリングが施されている。前腕部にはサブ・アームが追加されており、これでシールドを2枚装備することも可能である。バックパックは大型ビーム砲座「ビッグ・ガン」のものを転用したビーム・ジェネレーターを中央に、スラスター一体型のプロペラント・タンクを斜め四方に装備している。このビーム・ジェネレーターはケーブルにより、主武装であるバレル開放型の大型ビーム・ライフルに接続される。なおビーム・ナギナタはシールドの裏に2本収納されている。
セイレーン機動艦隊に多数配備され、リビング・デッド師団の救援のため旧サイド4のサンダーボルト宙域に到達するが、すでに戦闘は終了していたため、同師団の生き残り、および捕虜とした連邦兵やガンダムの回収に従事する。その直後のア・バオア・クー攻防戦に参加、同師団のダリル・ローレンツ少尉も本機に搭乗するが、両義手・両義足となった彼がすぐさま通常MSを操縦するのは困難であり、撃墜寸前まで追い込まれている。

### 連邦製ゲルググ
漫画『機動戦士ガンダム サンダーボルト』に登場（型式番号：MS-14）。
一年戦争後連邦軍が接収した開発データを基に新規製造されたゲルググ。基本的な外観はオリジナルと大差ないが、頭部センサーはモノアイではなく連邦系MSの特徴であるバイザーに覆われている他、腕部も連邦系の直線的なデザインのものに代わっている。

## 『機動戦士Gundam GQuuuuuuX』におけるゲルググ
『機動戦士Gundam GQuuuuuuX（ジークアクス）』におけるゲルググは、ジオン公国が開発したガンダムのマスプロダクションモデルに設定が大幅変更されている（型式番号：gMS-01）。
『機動戦士ガンダム』でのゲルググに相当する「ジオニックの新型」MS-14は、シャアが鹵獲したガンダムをリバースエンジニアリングした簡易型ガンダムの量産計画が制式採用されたことにより、開発中止になったことがマリガンのセリフで語られていた。
その開発経緯から原典のジムに酷似した外観を持ち、胸部構造や背部のバックパック、脚部の推進装置など、ジークアクス（型式番号：gMS-Ω）の原型とも言える機体になっている。